# Feu (théâtre)
Pour les articles homonymes, voir Feu (homonymie).
Le feu au théâtre est une gratification attribuée à un comédien en plus de ses appointements, chaque fois qu'il joue.
Son montant est généralement stipulé dans le contrat et il varie en fonction de l'importance de l'artiste, à tel point que, pour certains, le montant total annuel des feux peut dépasser celui des appointements.
En 1682, les acteurs de la Comédie-Française décidèrent que chacun d'eux recevrait cinq sols pour le bois servant à chauffer sa loge, c'est-à-dire pour le « feu », lorsqu'il faisait froid et qu'il jouait. En 1760, le feu fut porté à deux livres.
Peu à peu le feu s'étendit à d'autres théâtres et à d'autres professions, comme les danseurs.

## Source
- Arthur Pougin, Dictionnaire historique et pittoresque du théâtre et des arts qui s'y rattachent, Paris, Firmin-Didot et Cie, 1885, pp. 365-366.